# قائمة حكام الولايات الحالية في السودان
يعرض الجدول حكام الولايات الحالية في السودان.

## حكام
| حالة         | اسم                         | منذ                     |
| ------------ | --------------------------- | ----------------------- |
| النيل الازرق | أحمد العمدة                 | يوليو 2020              |
| وسط دارفور   | أديب عبد الرحمن يوسف        | يوليو 2020              |
| شرق دارفور   | عبد الحميد موسى كاشا        | يوليو 2020              |
| الجزيرة      | عبد الله أحمد علي إدريس     | يوليو 2020              |
| كسلا         | صالح محمد صالح عمار حامد    | يوليو 2020              |
| الخرطوم      | أيمن خالد نمر               | يوليو 2020              |
| شمال دارفور  | محمد حسن عربي               | يوليو 2020              |
| شمال كردفان  | خالد مصطفى أدم عثمان        | يوليو 2020              |
| الشمالية     | أ.د أمال محمد عزالدين عثمان | يوليو 2020              |
| القضارف      | سليمان علي محمد موسى        | يوليو 2020              |
| البحر الاحمر | عبد الله شنقراي أوهاج       | يوليو 2020              |
| نهر النيل    | أمنة أحمد محمد أحمد المكي   | يوليو 2020              |
| سنار         | الماحي محمد سليمان الماحي   | يوليو 2020              |
| جنوب دارفور  | موسى مهدي إسحاق             | يوليو 2020              |
| جنوب كردفان  | د.حامد البشير إبراهيم       | يوليو 2020              |
| غرب دارفور   | خميس أبكر                   | يونيو 2021 — يونيو 2023 |
| غرب كردفان   | حامد عبد الرحمن صالح        | يوليو 2020              |
| النيل الأبيض | إسماعيل فتح الرحمن وراق     | يوليو 2020              |

## الحكومات المستقلة والسلطات الإقليمية ومناطق أخرى
| منطقة                  | لقب           | اسم          | منذ           |
| ---------------------- | ------------- | ------------ | ------------- |
| حكومة دارفور الإقليمية | الرئيس        | مني مناوي    | 10 أغسطس 2021 |
| منطقة أبيي             | مدير العمليات | كول ألور جوك | 29 يونيو 2020 |

## روابط خارجية
- Worldstatesmen.org
- «الرئيس السوداني يعين واليًا جديدًا لشرق دارفور»
- «المراسيم الجمهورية الصادرة بتعيين وزير للرعاية الاجتماعية ووليين».